# Tombor Aladár
Tombor Aladár (Debrecen, 1864. október – Kolozsvár, 1916. május 15.) színházi karnagy.

## Életútja
Szülőhelyén végezte a református kollégiumot és itt kezdte színházi működését. Innen Pozsonyba szerződött Relle Ivánhoz és a magyar-német társulatnak volt 3 éven át a karnagya. További szerződései: 2 évig Miskolc (Szalkai Lajos), Székesfehérvár 14 évig (Kunhegyi, Micsey, Szalkai, majd Kövessy), Igló - lőcsei kerület (dr. Márffy); délmagyarországi kerület (Balla), Erdélyi kerület (Mezei Kálmán). Zeneszerzéssel is foglalkozott és egy koncertszáma Zrínyi címmel különös nagy sikerrel került előadásra, Berlinben. 1916-ban elhunyt el Kolozsváron a Karolina Kórházban.
Felesége: Konkoly Thege Emilia, született 1865. januárban Szencen. Elvégezte a Színművészeti Akadémiát. Mint drámai hősnő működött először Debrecenben, majd Pozsonyban, Miskolcon, Székesfehérvárott. Különösen kiemelendő alakításai: Gertrudis (Bánk bán), Magdolna címszerepe, Matilde (Folt, amely tisztít), stb. Leányuk Tombor Olga.